# Peter Kováčik
Peter Kováčik (* 1. prosince 2001) je slovenský fotbalista, který hraje jako záložník nebo obránce za Železiarne Podbrezová, kde je na hostování z Coma.

## Klubová kariéra

### Železiarne Podbrezová
Kováčik debutoval za Železiarne Podbrezová proti Slovanu Bratislava dne 16. července 2022. 

### Como
V červnu 2024 byl oznámen jeho přestup do italského prvoligového klubu Como 1907. 

#### Jagiellonia Białystok (hostování)
Dne 4. září 2024 bylo oznámeno jeho hostování v Jagiellonii Białystok. Debutoval dne 21. září 2024 proti Gdaňsku. Dne 4. února 2025 bylo jeho hostování ukončeno. 

#### Železiarne Podbrezová (hostování)
Dne 6. února 2025 se Kováčik na zbytek sezóny vrátil do Železiarní Podbrezová na hostování.